# オックスナード (カリフォルニア州)
オックスナード（英: Oxnard、発音：ˈɒksnɑrd）は、アメリカ合衆国カリフォルニア州南部のベンチュラ郡にある都市。人口は20万2,063人（2020年）で、ベンチュラ郡最大である。ロサンゼルスの西100キロメートルの太平洋岸にあり広域ではロサンゼルス大都市圏に含まれる。郡庁があるベンチュラが北に隣接している。
オックスナードには海軍基地があり、敷地はポート・ワイニーミという独立した自治体になっている。ポート・ワイニーミはロサンゼルスとサンフランシスコの間で唯一大型船が入港できる港である。

## 歴史
オックスナードとなった地域にヨーロッパ人が到着する以前はチュマシュ族インディアンが住んでいた。この地域に最初に現れたヨーロッパ人はポルトガル人探検家フアン・ロドリゲス・カブリリョであり、1542年にスペインの領有を宣言した。スペインによる伝道所群建設の時代には1782年に建設されたサン・ブエナベンチュラ伝道所があった。
カリフォルニーオ開拓者の間で放牧が盛んになっていたが、カリフォルニアが1850年にアメリカ合衆国の州に昇格したときに地域での影響力を失った。これと同じ頃にアメリカ人農夫が入植してオオムギやライマメを栽培した。
1897年、東にあるチノで3人の兄弟と共にサトウダイコンの工場を始めて成功したヘンリー・オックスナードがポート・ワイニミから内陸に入った平原に工場を建設した。この砂糖工場の周りには新しい町が形成された。ここは現在ヘンリー・オックスナード歴史地区として、アメリカ合衆国国家歴史登録財に登録されている。
しかし、オックスナード兄弟はこの町に住むことはなく、1899年にチノとオックスナードの巨大な赤レンガ造りの工場を400万ドル近い価格で売却した。オックスナード工場は1899年8月19日から1959年10月26日まで操業された。1903年のオックスナード・ストライキのときは操業が止まった。1898年、町の成長を見込んで工場の近くに鉄道駅が建設され、中国人、日本人およびメキシコ人労働者を惹きつけた。町の規模に見合うような商売も始まった。町の幹部は砂糖のギリシャ語である「ザカリ」という町名を付けようとしていたが、経営者が気に入らず会社の名前を付けさせた。
オックスナードは1903年6月30日にカリフォルニア州の市に編入され、1907年にミシシッピ川より西では3つしか無かったカーネギー図書館の1つである公共図書館が開館した。第二次世界大戦の戦前と戦中に、ロサンゼルス港とサンフランシスコ湾の間のカリフォルニア州海岸では唯一大きな外洋船の入れる港という利点を生かしてアメリカ海軍のポート・ワイニーミとポイントマグーの基地が建設され、これらの基地がその後には防衛産業として航空宇宙産業や通信産業の発展を促すことになった。
20世紀半ば、オックスナードは中心街の外側に住宅、工場、小売業およびチャネルアイランヅ・ハーバーと呼ばれる新しい港が成長し発展した。この期間のオックスナードの歴史において、マーティン・V・スミス（1916年-2001年）が最も影響力ある開発推進者になった。1941年に始めたスミスの最初の事業はコロニアルハウス・レストラン（1988年解体）であり、続いて1957年のワゴンホイール・ジャンクションだった。その後もトーパ・ファイナンシャル・プラザの高層ビル、チャネルアイランヅ・ハーバー、カサ・シレナ・リゾート、エスプラナーダ・ショッピングモール、フィッシャーマンズワーフ、キャリッジスクエア・ショッピングセンター、海洋博物館の開発、およびその他多くの主要ホテル、レストランや小売店の計画にも関わった。
2004年6月、オックスナード警察署とベンチュラ郡保安部が町の中心地区に、ギャングの活動を制限するためのギャング禁止令を発動した。この禁止令はベンチュラ郡最高裁判所でも支持され、2005年には恒久法になった。2006年9月に同様な禁止令が町の南側にも執行された。

## 地理
オックスナードは北緯34度11分29秒 西経119度10分57秒 / 北緯34.19139度 西経119.18250度に位置する。アメリカ合衆国国勢調査局に拠れば、市域全面積は36.6平方マイル (94.8 km2)であり、このうち陸地は25.3平方マイル (65.6 km2)、水域は11.3平方マイル (29.2 km2)、水域率は30.83％である。
オックスナードは肥沃な土壌であるオックスナード平原にある。その海浜、砂丘、湿地、クリークおよびサンタクララ川が重要な生態系になっている。自然の植物群としては、海岸セージ林、カリフォルニア・アニュアル草原、および海岸砂丘林がある。しかし、農業や都市と工業の発展のために市域内からは自然の植生が排除されてきた。この地域の固有の植生で絶滅が危惧されるのがベンチュラ湿地ミルクベッチ（ソラマメの一種）であり、最後の自生地は最近開発を承認された高級住宅地の中心にある。

### 気候
オックスナードは地中海性気候（乾燥亜熱帯、ケッペンの気候区分Csb）に属する。温暖で比較的湿度の高い冬と乾燥した夏がある。内陸に比べて海からの風が夏は涼しく冬は暖かくしている。平均気温は61°F (16℃) である。平均最低気温は 52°F (11℃) であり、平均最高気温は 69°F (21℃) である。一般に天候は冷涼で乾燥しており、年間日照日数は354日ある。年間降水量は15.62インチ (397 mm) である。
| オックスナードの気候                     | オックスナードの気候 | オックスナードの気候 | オックスナードの気候 | オックスナードの気候 | オックスナードの気候 | オックスナードの気候 | オックスナードの気候 | オックスナードの気候 | オックスナードの気候 | オックスナードの気候 | オックスナードの気候 | オックスナードの気候 | オックスナードの気候 |
| 月                                       | 1月                  | 2月                  | 3月                  | 4月                  | 5月                  | 6月                  | 7月                  | 8月                  | 9月                  | 10月                 | 11月                 | 12月                 | 年                   |
| ---------------------------------------- | -------------------- | -------------------- | -------------------- | -------------------- | -------------------- | -------------------- | -------------------- | -------------------- | -------------------- | -------------------- | -------------------- | -------------------- | -------------------- |
| 平均最高気温 °C （°F）                   | 19 (66)              | 19 (66)              | 19 (66)              | 19 (67)              | 20 (68)              | 21 (70)              | 23 (73)              | 23 (74)              | 23 (74)              | 23 (73)              | 21 (70)              | 19 (66)              | 20.7 (69.3)          |
| 平均最低気温 °C （°F）                   | 8 (46)               | 8 (47)               | 9 (48)               | 10 (50)              | 12 (53)              | 13 (56)              | 15 (59)              | 16 (60)              | 15 (59)              | 13 (55)              | 9 (49)               | 7 (45)               | 11.2 (52.2)          |
| 降水量 mm （inch）                       | 87.1 (3.43)          | 99 (3.9)             | 77 (3.03)            | 18 (0.71)            | 5 (0.2)              | 1 (0.04)             | 1 (0.04)             | 2 (0.08)             | 8.9 (0.35)           | 8.9 (0.35)           | 35.1 (1.38)          | 54.1 (2.13)          | 396 (15.6)           |
| 出典：U.S. Climate Data 28 February 2009 |                      |                      |                      |                      |                      |                      |                      |                      |                      |                      |                      |                      |                      |

### 地質

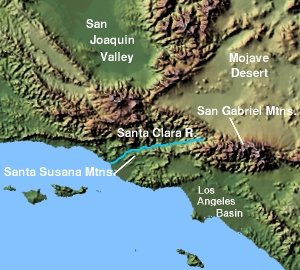
サンタクララ川流域付近の地形図

オックスナードはサンアンドレアス断層に近いために、カリフォルニア州の他地域と同様に地震に見舞われやすい。
オックスナード市を通る活性断層がオークリッジ断層であり、サンタクララ川流域に跨り、西のサンタスザーナ山脈からオックスナード平原を横切ってオックスナード市を通り、サンタバーバラ海峡まで通じている。
この断層はオックスナード地域やさらにその向こうまでの地震活動に重要な役割を果たしていることが分かってきた。1994年1月17日に起こったマグニチュード6.7のノースリッジ地震はオークリッジ断層のサンタクラリタ延伸部で起こったと考えられている。ノースリッジ地震による地すべりと尾根頂部の粉砕はオックスナード直ぐ東のムーアパーク市で観測された。
2009年から2010年にかけてマグニチュード2.9から3.9の地震が3回発生した。

## 人口動態
以下は2000年の人口統計データである。
| 基礎データ - 人口: 170,358人 - 世帯数: 43,576世帯 - 家族数: 34,947家族 - 人口密度: 2,598.8/人/km2（6,729.7人/mi2） - 住居数: 45,166軒 - 住居密度: 689.0軒/km2（1,784.2軒/mi2） 人種別人口構成 - 白人: 42.08% - アフリカン・アメリカン: 3.78% - ネイティブ・アメリカン: 1.26% - アジア人: 7.39% - 太平洋諸島系: 0.41% - その他の人種: 40.36% - 混血: 4.72% - ヒスパニック・ラテン系: 66.22% 年齢別人口構成 - 18歳未満: 31.8% - 18-24歳: 11.8% - 25-44歳: 31.0% - 45-64歳: 17.3% - 65歳以上: 9.1% - 年齢の中央値: 29歳 - 性比（女性100人あたり男性の人口） - 総人口: 104.6 - 18歳以上: 104.0 | 世帯と家族（対世帯数） - 18歳未満の子供がいる: 46.1% - 結婚・同居している夫婦: 59.4% - 未婚・離婚・死別女性が世帯主: 14.1% - 非家族世帯: 19.8% - 単身世帯: 14.6% - 65歳以上の老人1人暮らし: 5.6% - 平均構成人数 - 世帯: 3.85人 - 家族: 4.16人 収入と家計 - 収入の中央値 - 世帯: 48,603 米ドル - 家族: 49,150米ドル - 性別 - 男性: 30,643米ドル - 女性: 25,381米ドル - 人口1人あたり収入: 15,288米ドル - 貧困線以下 - 対人口: 15.1% - 対家族数: 11.4% - 18歳未満: 18.4% - 65歳以上: 8.8% |

## 経済
オックスナードの経済は国際貿易、農業、製造業、防衛産業および観光業によって推進されている。ロサンゼルス大都市圏の中では重要な製造業の中心でもある。ポート・ワイニミはロサンゼルスとサンフランシスコの間では最も繁華で唯一水深のある商業港であり、環太平洋経済圏との貿易には重要拠点である。この港を利用する会社としては、デルモンテ・フーズ、チキータ、BMW、ランドローバー、およびジャガーがある。その他オックスナードの存在価値を高める産業として、金融業、輸送業、ハイテク産業および特に石油を初めとするエネルギー産業がある。オックスナード市とその近辺には、市の東部5番通り沿いのオックスナード油田と西側海岸沿いのウェスト・モンタルボ油田という2つの操業中の油田がある。デルノートル・アベニューの東5番通り沿いのテンビー社石油精製所が両油田からの石油を精製している。
オックスナードの包括的年間財務報告書2008年版によれば、市内の大きな雇用主トップ6は以下の通りである。
| 順位 | 雇用主                             | 従業員数 |
| ---- | ---------------------------------- | -------- |
| 1    | セントジョン地域医療センター       | 1,994    |
| 2    | オックスナード統合教育学区         | 1,500    |
| 3    | ウォーターウェイ・プラスティックス | 1,300    |
| 4    | オックスナード市                   | 1,167    |
| 5    | ハース・オートメーション           | 996      |
| 6    | アルミ・プレシジョン               | 700      |

オックスナードに本社を構える大企業としては、ハース・オートメーション、セミニス、レイパク、ドラム・ワークショップ、ボーラ・パフォーマンス、ボス・オーディオ、ロビンズ・オートトップス、および2008年後半に サカー・インタナショナル に買収されたビビターがある。プロクター・アンド・ギャンブルとシスコはオックスナードに西海岸拠点を備えている。
NFLアメリカンフットボールのダラス・カウボーイズは、2001年、2004年から2006年、2008年に、オックスナードのリバーリッジ・フィールドでプレシーズン・キャンプを張った（カウボーイズは1964年から1989年まで近くのサウザンドオークスにあるカリフォルニア・ルーテル大学でキャンプを張っていた）。同じくNFLのロサンゼルス・レイダースは1980年代と1990年代にリバーリッジ・フィールドでキャンプを行っていた。

### 農業
キャマリロ総合計画に拠れば、次のように書かれている。
オックスナードは長年様々な作物で知られてきた。これにはキュウリ、テンサイ、ライマメ、ストック（切り花）およびイチゴがある。オックスナードが成長した1970年代や1980年代は、多くの農場や牧場が開発に巻き込まれ、多くの新開発計画が平原の農地を脅かした。1995年、オックスナード平原の広大な農業資産を守るために、SOAR（空地と農業用資源の保護）と呼ばれる草の根運動がベンチュラ郡の農夫、牧場主および市民によって始められた。

#### オックスナード苺

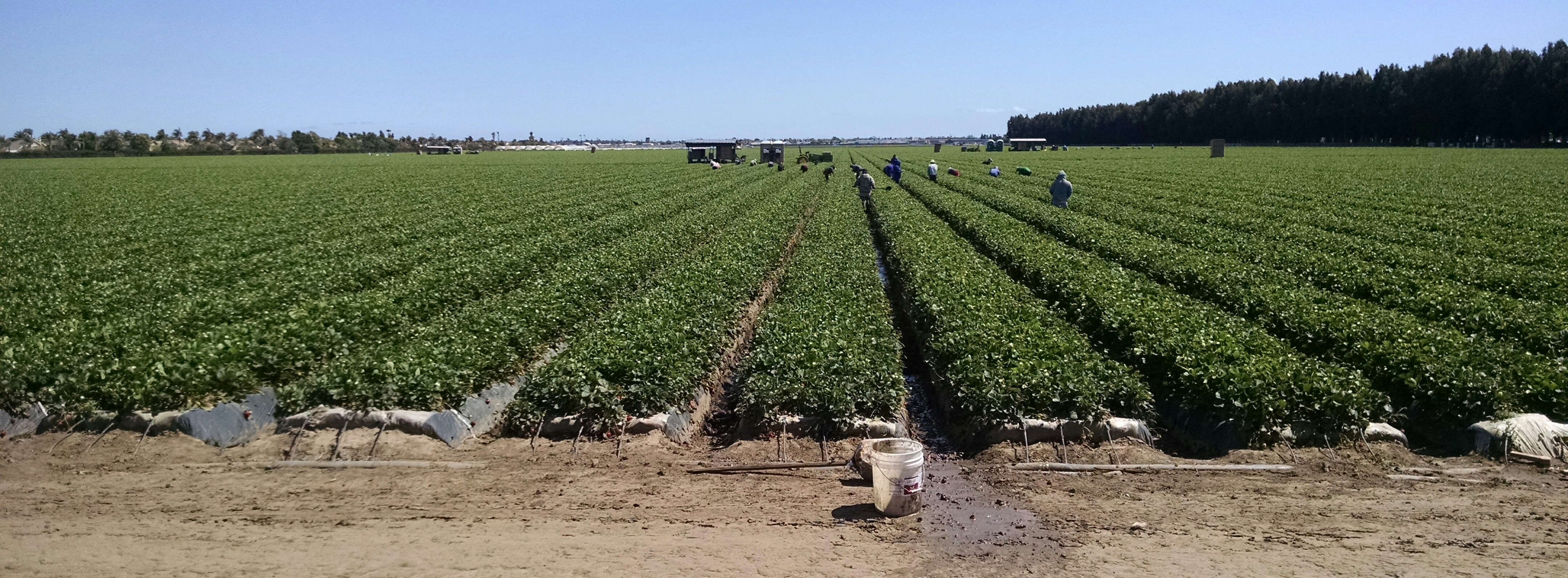
苺畑

オックスナード平原はその苺の生産で良く知られている。アメリカ合衆国農務省に拠れば、オックスナードはカリフォルニア州最大の苺生産地であり、国内苺生産量の約3分の1を出荷している。苺は9月末から10月下旬に植え付けられ、12月半ばから7月半ばまで収穫される。カリフォルニア州で苺収穫の最盛期は4月から6月であり、毎日1.000万パイント (5,000 m3）の苺が出荷されている。カリフォルニア州は全米の苺出荷量の85％を出荷しており、アメリカ合衆国は世界の苺総生産量の4分の1を供給している。

##### カリフォルニア苺祭
オックスナードでは毎年夏にオックスナード・カレッジで カリフォルニア苺祭 を開催している。ここではストローベリー・ナチョ、ストローベリー・ピッツァ、ストローベリー・ファネルケーキ、ストローベリー・サンデーおよびストローベリー・シャンペンなど果物を使った飲食物の屋台が出店される。

## 政治

### 市政府
オックスナード市の最近の包括的年間財務報告書に拠れば、市の歳入は3億3,680万ドル、歳出は3億890万ドル、総資産22億6,710万ドル、総負債4億9,680万ドル、現金と投資額2億690万ドルである。

### 教育
オックスナード市内には54の公立学校があり、幼稚園生から12年制まで53,000人以上の児童・生徒を教育している。ニューヨーク市やロサンゼルス市と同様に全ての教育学区を1つにまとめた場合、全米では71番目の大きさになる。

#### 小学校と中学校
オックスナード市と周辺地域には、幼稚園生から8年制の教育を管轄する4つの教育学区がある。
- ワイニーミー教育学区: オックスナード南部、ポート・ワイニミ、オックスナードビーチの11校、7,600人が対象
- オックスナード教育学区[9]: 市内全体、21校、18,000人が対象
- オーシャンビュー教育学区: オックスナード南部、6校、3,000人が対象
- リオ教育学区: オックスナード北部とエル・リオ、8校、5,000人が対象

2008年、2月12日、オックスナードのE・O・グリーン中学校で生徒を巻き込む銃乱射事件が起こった。ラリー・キングが教室で撃たれ、セントジョンズ病院に担ぎ込まれた後に死んだ。

#### 高校
オックスナードの公立高校は全てオックスナード統合高校学区が管轄し、オックスナード、カマリロ、ポート・ワイニミの3市とエル・リオ、ソミス、チャネル諸島の未編入領域にある10校、2万人の生徒の教育を担当している。私立のカトリック系高校としてサンタクララ高校がある。

#### カレッジと大学
オックスナードにはカレッジレベルの教育施設としてオックスナード・カレッジがあり、また近くにはカリフォルニア州立大学チャネル諸島校がある。さらにカリフォルニア・ルーテル大学、カリフォルニア州立大学ノースリッジ校、ITT工科大学、フェニックス大学およびカリフォルニア大学サンタバーバラ校が、市内に衛星キャンパスを持っている。

## 地区
| - デルノートル地域 - エル・リオ - 西エル・リオ - リバーパーク（元の中心街） - ストリックランド - ナイランド・エーカーズ - 中央地域/中心街 - バートロスクエア北 - バートロスクエア南 - カル・ギースラー - 中心街 - ダーリー/カマラパーク - ファイブポインツ北西 - フレモント南 - ヒルストリート - ホブソンパーク東 - ホブソンパーク西 - ウィルソン - 北東地域 - イーストビレッジ - ラ・コロニア - リオリンドパーク - ローズパーク - ウェストビレッジ - 北西地域 - キャブリロ - キャリッジスクエア - フレモント北 - ゴルフコース - オーチャードパーク - リバーリッジ - シエラリンダ - サウスバンク - ティールクラブ - ワゴンホイール - ウィンザー北 | - 南中地域 - ブラックストック北 - ブラックストック南 - ブライスキャニオン北 - ブライスキャニオン南 - サイプレス - オーモンド海浜（北） - プレザントバレー・エステーツ - プレザントバレー・ビレッジ - レッドウッド - サウスウィンズ - 南東地域 - ダイアモンドバー - カレッジ・エステーツ - カレッジパーク - レモンウッド/イーストモント - マービスタ - オーモンド海浜（南） - オックスナード・パシフィック - テラス・エステーツ - ティエラ・ビスタ - ビラカプリ - 南西地域 - チャネル諸島 - ハリウッド海浜 - ハリウッド・バイ・ザ・シー - マンダレー海浜 - マリーナ・ウェスト - オックスナード・ショアーズ - シー・エアー - シービュー・エステーツ - シルバーストランド海浜 - ビア・マリーナ |  |

## 交通

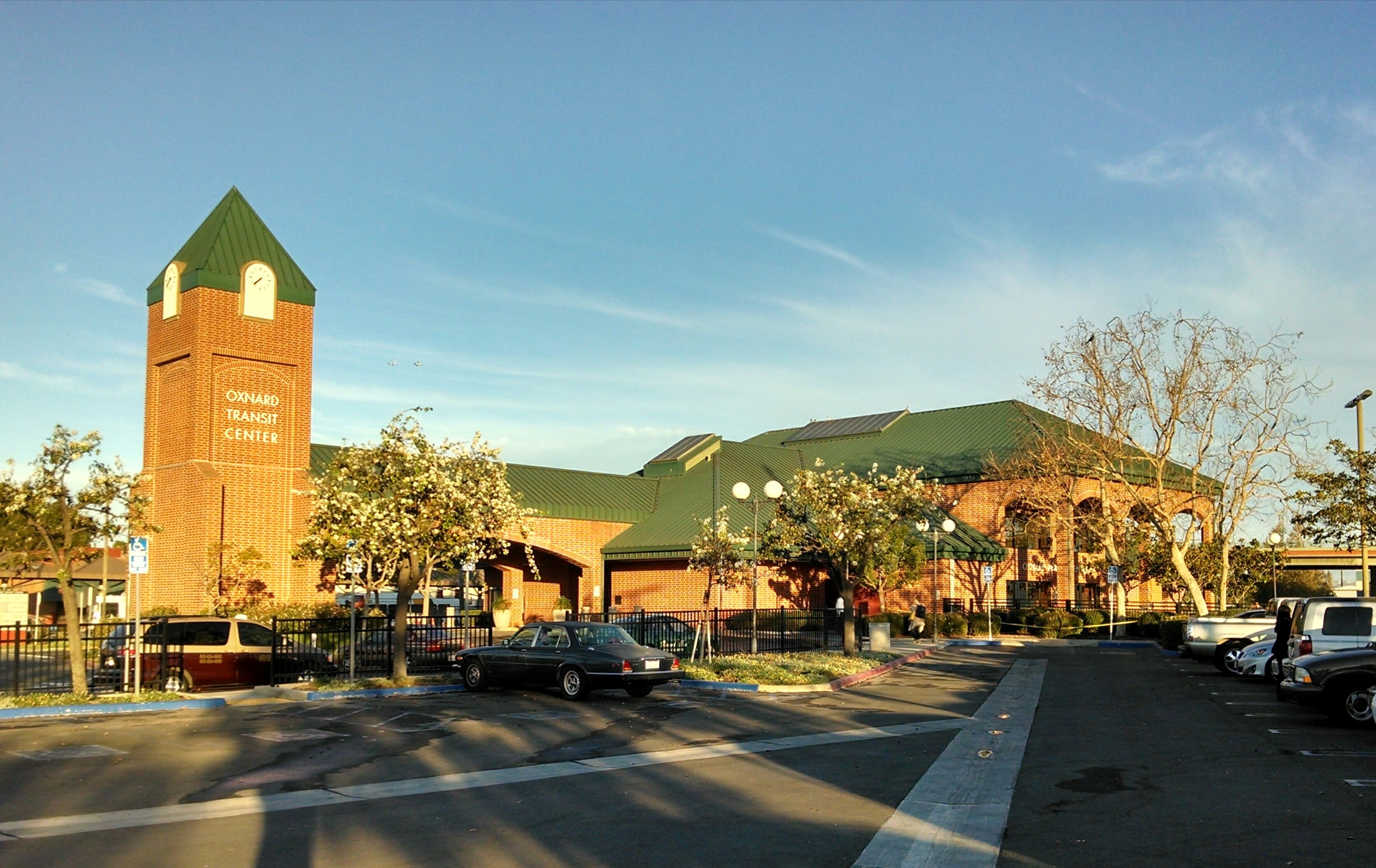
オックスナード駅

- オックスナード駅ではアムトラック、メトロリンクが利用できる。市内の路線バス、グレイハウンド・バスの乗り場が隣接している。
- 市内の幹線道路は国道101号線（ベンチュラ・フリーウェイ）である。
- オックスナード空港と呼ばれる地域空港がある。

## 海浜
オックスナードには総延長32キロメートルの景観が良く比較的混み合っていない海岸線がある。オックスナードの海浜は大きく、砂がことのほか柔らかい。砂丘は昔もっと広範囲にあったが、多くの映画でミドル・イースタン砂漠の砂丘を再生させるために使われてきた。その映画の最初のものがルドルフ・ヴァレンティノが主演したシークだった。海浜の大半ではほとんど岩も流木も無いが、特定の海浜では危険な激流があることでも知られている。オックスナードでは世界に誇れるようなサーフィンに適した波が見られるが、一番良い波が達する浜はポイントマグー海軍基地の中にあるため、一般大衆は近寄れない。基地に近付くことができる者だけが速度が速く高さが4.5メートルに達するような波を体験できる。
オックスナードの海浜には、マグーロック州立海浜、ワイニミ海浜、シルバーストランド海浜、ハリウッド海浜、ハリウッド・バイ・ザ・シー、マンダレー海浜、オックスナード州立海浜、オックスナード・ショアーズ、5番通り海浜、マグラス州立海浜、およびリバーマウス海浜がある。

### 港

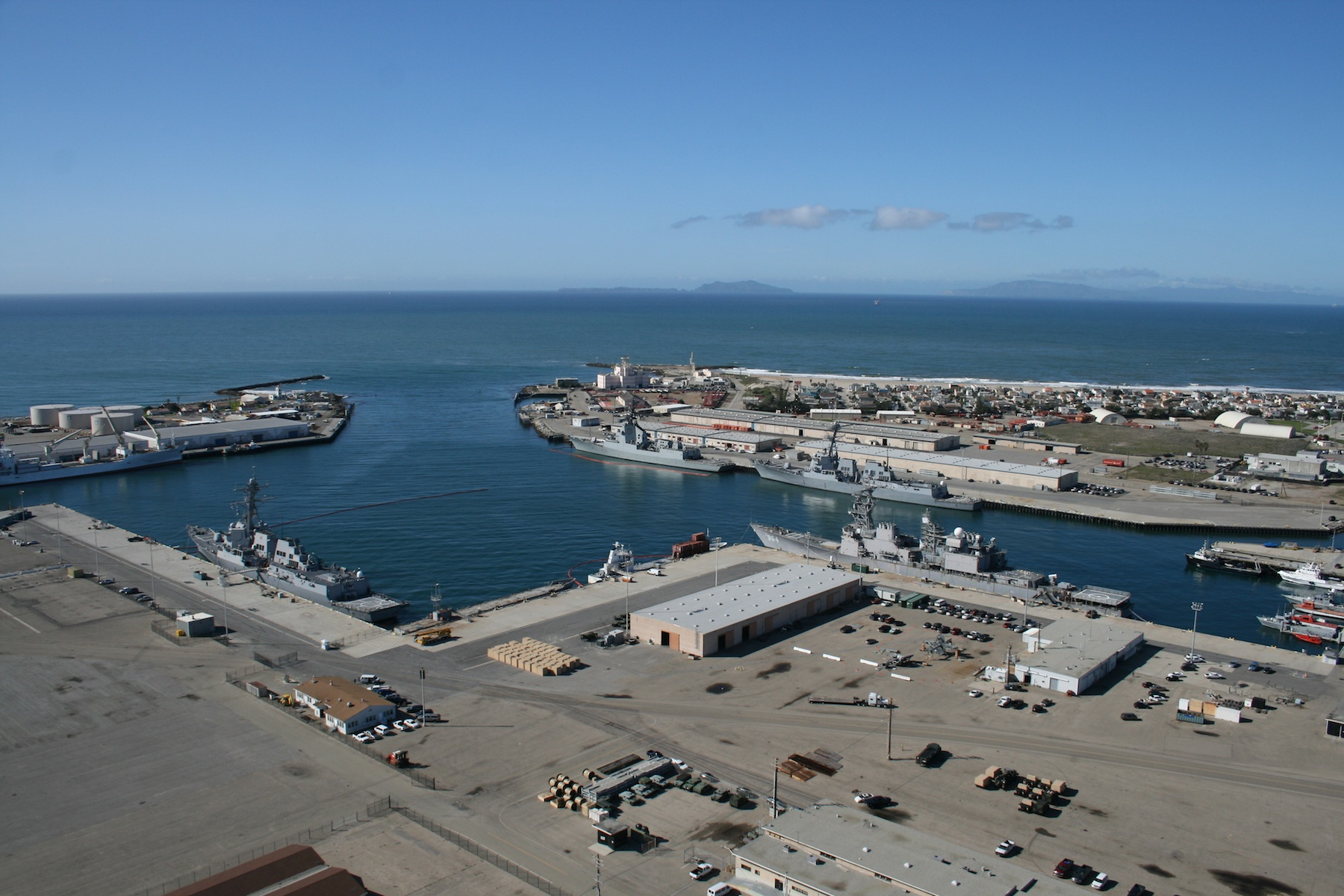
ワイニーミ港

ワイニーミ港はオックスナード市の南にあり、アメリカ海軍とオックスナード市ハーバー地区が共同で管理している。この港はロングビーチ港とサンフランシスコ港の間では唯一水深のある港であり、またサンディエゴ湾とピュージェット湾の間では唯一軍港に利用できる水深がある。
ワイニーミ港は幅広い範囲の物資の積み卸しが行われており、その行き先はロサンゼルス盆地の人口が多い地帯である。積み卸しされる物資には、自動車、パイナップルおよびバナナが含まれている。タマネギ、苺および生花のような農産物が荷積みされる。
アメリカ海軍はワイニーミ港の施設を維持し、南にあるポイント・マグー海軍航空基地を支援し、ベンチュラ・カウンティ海軍基地を構成している。ワイニミ港には建設大隊である「シービー」の西海岸本部があり、また海岸レーダー・システムとも繋がりがある。

### ハーバー
隣接するベンチュラの町の北11キロメートルにあるベンチュラ・ハーバーと共に、チャネル諸島ハーバーがある。このハーバーはオックスナード市南岸にあり、ここからチャネル諸島に多くの船が通っているので、「チャネル諸島への入口」という渾名がある。どちらのハーバーも漁港として重要である。

## 文化と芸術
オックスナード市には幾つかの文化施設がある。
- 1907年に慈善事業家アンドリュー・カーネギーによってオックスナード公共図書館として設立されたカーネギー美術館
- 「ロサンゼルス・タイムズ」発行者故オーティス・チャンドラーが設立した交通と野生生物のチャンドラー・ビンテージ博物館には、国内最大の希少かつ年代物の自動車のコレクションが展示されていたが、2006年にチャンドラーが死去した後に競売で売却された
- マーフィー自動車博物館 は神経外科医ダン・マーフィーが設立した
- ビクトリア様式と職人の修復された家屋の集成であるヘリテージスクエアはかつてオックスナードの開拓者家族に所有されていた（ヘリテージスクエアには プチ・プレイハウス とオックスナード市の賞を受賞した エリート劇団 もある）
- ベンチュラ郡海洋博物館
- ガルウィングス子供博物館
- ヘンリー・T・オックスナード歴史地区
- ヘルツォーク・ワイナリー とワインセラー、国内最大の良質コーシャー・ワインのコレクション
- シービー博物館と オックスナード芸能会議センター、ニューウェスト・シンフォニー の本拠地、賞を得た オックスナード独立系映画祭 の開催地

### 音楽
パンク「ナードコア」音楽分野の多くのバンドがオックスナード出身である。例えばドクター・ノウ、スタラグ13、スケアード・ストレート、イル・レピュート、フォールス・コンフェッション、テンフット・ポール、ホスタイル、ノー・モティーフ、およびヘビアス・コーパスである。オックスナード市と隣のベンチュラは今日までパンク音楽のジャンルが盛んであり、スケートとサーフィンの文化と融合することで促進されてきた。またヒスパニック系の若者にはヒップホップ音楽が盛んである。

## 著名な出身者と住人

### 政界/文化人

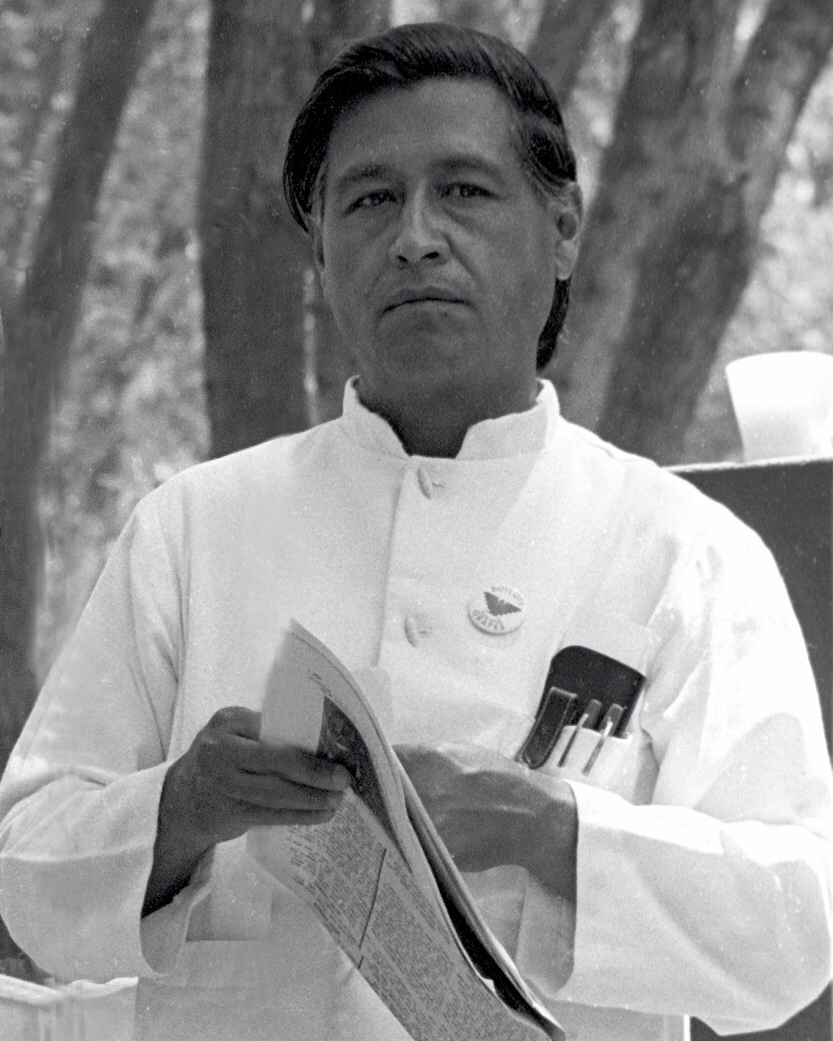
セサール・チャベズ、農業労働者連合の集会で、1974年

- セサール・チャベズ: 農業労働者、政治活動家、労働組合指導者、子供の時をオックスナード市で過ごした、オックスナード市と周辺地域の幾つかの通りや学校が彼の名を冠している
- ループ・アンギアーノ: 元修道女、公民権運動家、女性の権利、貧者の権利および環境保護のために活動した
- ウィリアム・D・スー・フー: 1924年オックスナード生まれ、オックスナードの学校を出て、1943年に陸軍入隊、終戦時にオックスナードに戻ると地域活動を始め、大陪審、1962年市政委員、1966年市長を務めた、南カリフォルニア州で市長を務めた最初のアジア人[10]
- ウィリアム・パトリック・クラーク：政治家、ロナルド・レーガン大統領の下で1982年から1983年まで国務副長官、同年国家安全保障担当補佐官、1983年から1985年に内務長官
- ナオ・タカスギ: カリフォルニア州下院議員、オックスナード市長

### 実業界
- マーティン・V・"Bud"・スミス: 開発者、慈善事業家、ファイナンシャル・プラザ・タワーを建設、カリフォルニア州立大学チャネル諸島校の経営経済学校建設に資金提供した

### 運動家
- ボビー・アヤラ: MLBメジャーリーグベースボール元選手、シンシナティ・レッズ、シアトル・マリナーズ、シカゴ・カブス、モントリオール・エクスポス、リオメサ高校卒
- ロレンゾ・ブッカー: NFLアメリカンフットボール選手、フィラデルフィア・イーグルス
- キアリー・コルバート:NFLアメリカンフットボール選手、シアトル・シーホークス、南カリフォルニア大学トロージャンズの永世レセプションリーダー、ワイニミ高校卒
- ジェイコブ・クルーズ: MLBメジャーリーグベースボール選手、シンシナティ・レッズ、チャネル諸島高校卒
- ティム・カーラン: プロのサーファー、オックスナード高校卒
- ルー・クビジャノビッチ: カリフォルニア州の高校の歴史で勝利数が最も多い監督、サンタクララ高校では1958年から1999年までに829勝した
- チャールズ・ディロン: NFLアメリカンフットボール選手、グリーンベイ・パッカーズ、ベンチュラ・カレッジとワシントン州立大学でプレイ、2004年ワイニミ高校卒
- スコット・フジタ: NFLアメリカンフットボール選手、クリーブランド・ブラウンズ、リオメサ高校とカリフォルニア大学バークレー校卒
- ロバート・ガルシア: 元プロボクサー、国際ボクシング連盟スーパーフェザー級元チャンピオン
- フィル・ギーブラー: レースカー・ドライバー、2007年インディ500新人賞
- ジム・ホール: レースカー・ドライバー、インディ500で2度優勝
- ジェレミー・ジャクソン: 総合格闘家、2004年キング・オブ・マウンテン優勝、Ultimate Fighter 4 : The Comebackに参加
- ロニー・ジェンキンス: NFLアメリカンフットボール選手、サンディエゴ・チャージャーズ、ワイニミ高校卒
- マリオン・ジョーンズ: 資格を剥奪されたオリンピック金メダリスト、リオメサ高校卒
- デイブ・ロート: 1956年12月21日オハイオ州フィンドレー - 2009年8月27日オックスナード、砲丸上げ選手
- ホイットニー・ルイス: 元南カリフォルニア大学・トロージャンズ、現在北アイオワ大学のアメリカンフットボール選手、2003年グレン・デイビス賞
- カルロス・マルティネス: プロボクサー
- クリスタル・マーシャル: プロレスラー、元WWE所属
- ポール・マカナルティ: MLBメジャーリーグベースボール選手、サンディエゴ・パドレス.
- ケン・マクマレン: MLBメジャーリーグベースボール選手、ロサンゼルス・ドジャース、オックスナード生まれ
- ビクター・オルティス: プロボクサー
- コリー・パビン: プロゴルファー、 1995年U.S. Open優勝、オックスナード高校卒
- テリー・ペンドルトン: 1991年MLBメジャーリーグベースボールMVP、チャネル諸島高校卒
- ジョシュ・ピンカード: アメリカンフットボール選手、南カリフォルニア大学・トロージャンズで2度全国優勝、ワイニミ高校卒
- ジェイコブ・ロジャース: NFLアメリカンフットボール選手、デンバー・ブロンコス、カリフォルニア大学の時は3度先発とオールアメリカン、オックスナード高校卒
- ブレイン・サイパイア: NFLアメリカンフットボール選手、セントルイス・ラムズ、チャネル諸島高校卒
- ポール・スタンコースキ: プロゴルファー、オックスナード高校卒
- ケビン・トーマス: 元NFLアメリカンフットボール選手、バッファロー・ビルズ、リオメサ高校卒
- ジョシュ・タワーズ: MLBメジャーリーグベースボール選手、トロント・ブルージェイズ、ワイニミ高校とオックスナード・カレッジ卒
- スティーブ・トラクセル: MLBメジャーリーグベースボール選手、ボルチモア・オリオールズ、オックスナード生まれ、ハザウェイ小学校通学
- フェルナンド・バーガス: プロボクサー、ライトミドル級で2度チャンピオン、チャネル諸島高校卒
- ドミトリー・ヤング MLBメジャーリーグベースボール選手、ワシントン・ナショナルズ、リオメサ高校卒

### 俳優
- ウォルター・ブレナン: オックスナードで死んだ
- ライアン・ブラウン: テレビ番組「Flipping Out」出演、オックスナードの海浜で育った
- ジョン・キャラダイン: 長年オックスナードに住んだ
- ジェームズ・キャメロン: ハリウッド映画の監督、プロデューサー、脚本家、『タイタニック』と『アバター』を監督
- チャールズ・チャップリン: 海岸の家を持っていた
- リー・ヴァン・クリーフ: オックスナードで死んだ
- ジェフリー・コムズ: 俳優、声優
- ブランドン・クルス: 子役、パンクバンド「Dr. Know」のリードボーカル、海岸の家に家族と暮らしている
- クラーク・ゲーブルとキャロル・ロンバード: ハリウッド海浜に海岸の家があった
- ジョニー・ワッド: 1970年代にポルノ映画に出演、1988年にオックスナード海岸で散骨された
- ジョージ・ケネディ: 海岸の家を持っている
- ドナ・リード: 女優、ドナ・リード・ショー、ダラス (テレビドラマ)に出演、マンダレイ海浜のコロニーに海岸の家を持っていた
- パット・セイジャック: テレビのショー番組「ホイール・オブ・フォーチュン」のホスト、海岸の家を持っていた
- ボブ・スティーブンソン: 映画制作者、脚本家
- ルドルフ・ヴァレンティノ: 海岸の家を持っていた
- イシャ・ムスタファ: 昔のスパイスガイ、元はアメリカンフットボール選手

### 著作者
- ギルバート・ヘルナンデス、ジェイム・ヘルナンデス、マリオ・ヘルナンデス: 独立系漫画ラブ・アンド・ロケッツの制作者
- ロデリック・ソープ 『ダイ・ハード』の原作“Nothing Lasts Forever”の作者。オックスナードで亡くなった。

### ミュージシャン、エンタテイナー
- マッドリブ: レコード制作者、音楽家、ラッパー、DJ、ジャズやヒップホップのシーンで活躍
- アンダーソン・パーク: ミュージシャン、R&Bシンガー、ソングライター、音楽プロデューサー、マルチ奏者
- DJ バブ: フィリピン系アメリカ人DJ、Beat JunkiesやDilated Peoplesを出した
- ダウン・AKA・キロ: ラッパー
- ホーマー・ケラー: 作曲家（1915年–1996年）
- マイケル・リー: キーボード奏者、作曲家、 リオメサ高校卒
- オー・ノー: ヒップホップ・ラッパー、プロデューサー、ストーンズ・スロー・レコードと契約したマッドリブの兄弟
- ソニー・ボノ と シェール: レコード制作者、歌手、俳優、政治家、ロック・デュオのソニー & シェールを組んだ、オックスナード・ショアに海の家を持っていた[11]
- リッチ・ムーア アカデミー賞を受賞したアニメ映画監督、ザ・シンプソンズ、Rough Draft Studiosの共同所有者
- ザ・ウォリアーズ: ハードコア・バンド
- パケリカ: 「コットンマウス・キングス」のメンバー、ソロMC、俳優、エンタテイナー、オックスナード高校卒
- デイヴ・グロール シルバーストランドに海の家を持っている

### 学者と科学者
- ウィリアム・ブライト: 言語学者